# María Irigoyen Pérez

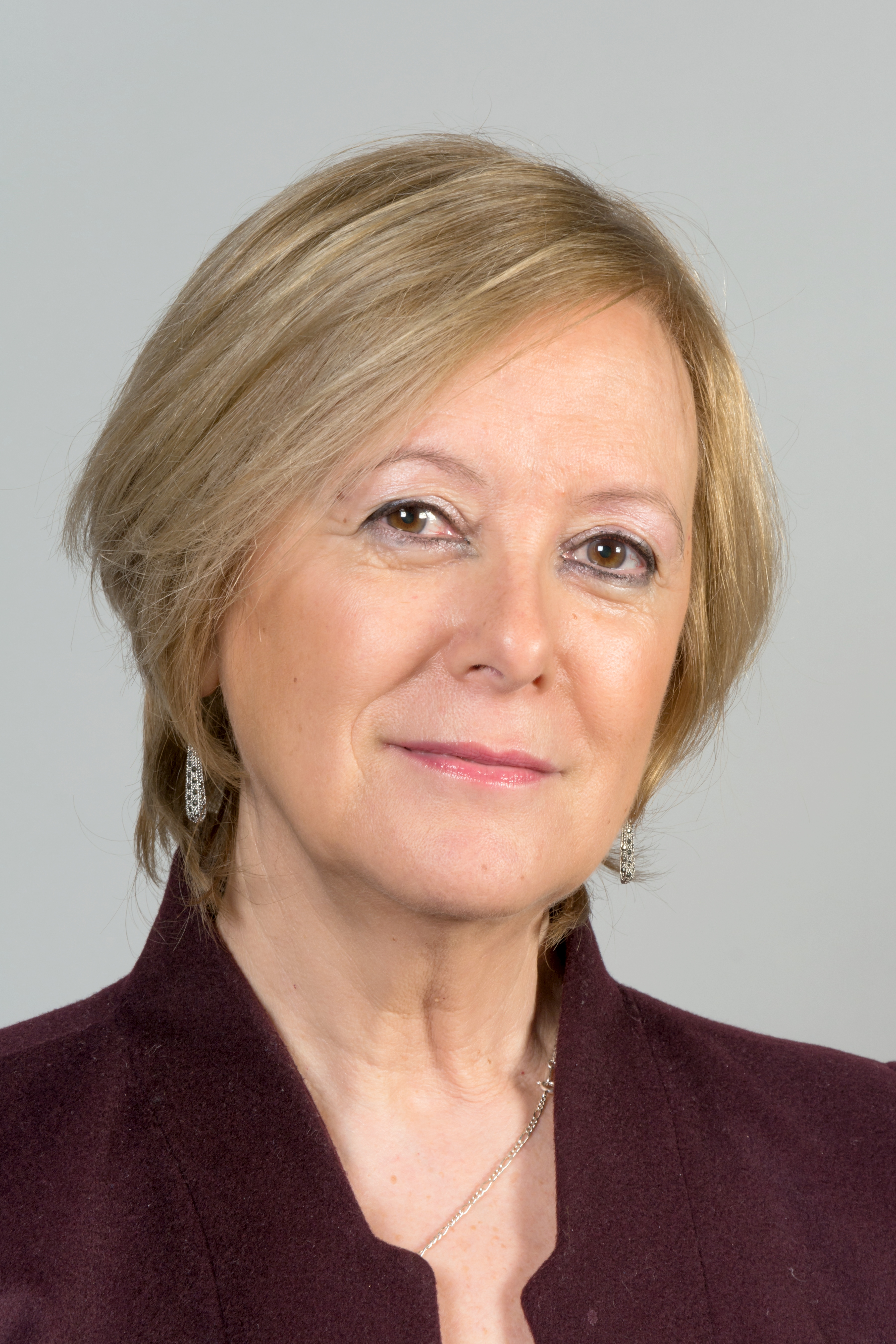
María Irigoyen Pérez 2014

María Irigoyen Pérez (* 1. Oktober 1952 in Soria) ist eine spanische Politikerin der Partido Socialista Obrero Español.

## Leben
Pérez studierte Politikwissenschaft und Soziologie mit Spezialisierung in Internationalen Studien an der Universidad Complutense Madrid. Am 16. November 2010 ist Pérez für Ramón Jáuregui Atondo in das Europäische Parlament nachgerückt.